# Richard O'Dwyer
Pour les articles homonymes, voir Dwyer.
Richard O’Dwyer (né le 5 mai 1988) est un Britannique dont le département de la Justice des États-Unis cherche à obtenir l’extradition depuis mai 2011 au motif de violation de copyright sur son site TVShack.net.
En juin 2012, Jimmy Wales a lancé une pétition pour empêcher l’extradition ; cette pétition a dépassé le seuil des 200 000 signatures le 1er juillet 2012.